# Белокопытовы
Белокопытовы — дворянский род.
Старинный дворянский род, восходящий к началу XVII века. Предки Белокопытовых при царе Алексее Михайловиче служили пушкарями. Потомство их записано в VI части дворянской родословной книги Смоленской губернии.
Рязанскую ветвь Белокопытовых основал дворянин Калужской губернии майор Никанор Петрович Белокопытов, который 24 февраля 1855 года был внесён во II часть ДРК Рязанской губернии.

## Описание герба
Щит разделён крестообразно на четыре части, из них в верхней части, в голубом поле, изображён золотой крест. В нижней части, в голубом же поле, серебряная подкова. В правом красном поле серебряная крепость и в левом красном же поле выходящая из облака рука с мечом.
На щите дворянский коронованный шлем. Нашлемник: три страусовых пера. Намёт на щите голубой и красный, подложенный золотом. Щит держат два льва.